# Luigi Malerba
Luigi Malerba (* 11. November 1927 als Luigi Bonardi in Berceto, Provinz Parma; † 8. Mai 2008 in Rom) war ein italienischer Schriftsteller, Journalist und Drehbuchautor. Neben  Erzählungen und Romanen verfasste er auch Hör- und Fernsehspiele.

## Leben
Malerba erlangte den Laureat in Rechtswissenschaften und betrieb jahrelang eine Werbeagentur.
Gemeinsam mit Umberto Eco und anderen gründete er die der italienischen Neoavanguardia zugerechnete Literatenvereinigung Gruppo 63 und lebte in Rom und Orvieto. Er begann als Drehbuchautor und wandte sich früh vom italienischen Neorealismo ab. In seinen Novellen und Romanen entwickelte er einen satirisch-grotesken Stil, der mit Erzählstrukturen spielt. Seine Texte leisten dabei häufig eine Analyse des Zusammenspiels aus Macht und Korruption. Weitere Themengebiete waren die Spielarten des Katholizismus und der Blick hinter die Spiegel von „Sein und Schein“. Seine Bücher wurden in viele Sprachen übersetzt und weltweit rezipiert.
Als Koregisseur verantwortete er einen Spiel- und einen Dokumentarfilm nach eigenem Drehbuch.

## Werke
(nur die ins Deutsche übersetzten)
- La scoperta dell’alfabeto, 1963 (dt. Die Entdeckung des Alphabets, übers. v. Joachim A. Frank, Suhrkamp 1983)
- Il serpente, 1966 (dt. Die Schlange, übersetzt von Alice Vollenweider, Suhrkamp 1969)
- Salto mortale, 1968 (dt. Salto mortale, übers. v. Alice Vollenweider, Suhrkamp 1971)
- Il protagonista, 1973 (dt. Der Protagonist, übers. v. Alice Vollenweider, Suhrkamp 1976)
- Mozziconi, 1975 (dt. Geschichten vom Ufer des Tibers, übers. v. Alice Vollenweider, Suhrkamp 1980)
- Il Pataffio, 1978 (dt. Pataffio, übers. v. Moshe Kahn, Wagenbach 1988)
- Le galline pensierose, 1980 (dt. Die nachdenklichen Hühner, übers. v. Elke Wehr, Wagenbach 1984)
- Diario di un sognatore, 1981 (dt. Tagebuch eines Träumers, übers. v. Joachim A. Frank, Suhrkamp 1984)
- Storiette und Storiette tascabili, 1977 und 1984 (dt. Taschenabenteuer, übers. v. Iris Schnebel-Kaschnitz, Wagenbach 1985)
- Pinocchio con gli stivali, 1986 (dt. Der gestiefelte Pinocchio, übers. v. Burkhart Kroeber, Renner 1986, Frankfurter Verlagsanstalt 1990)
- Testa d'argento, 1988 (dt. Silberkopf, übers. v. Karin Fleischanderl, Wagenbach 1989)
- Il fuoco greco, 1990 (dt. Das griechische Feuer, übers. v. Iris Schnebel-Kaschnitz, Wagenbach 1991)
- Wahrhaftige Gespenster. Geschichten aus den eingebildeten Wissenschaften, 1990 (Auswahl diverser Texte aus vier verschiedenen Bänden)
- Le pietre volanti, 1992 (dt. Die fliegenden Steine, übers. v. Moshe Kahn, Wagenbach 1992)
- Le maschere, 1994 (dt. Die nackten Masken, übers. v. Iris Schnebel-Kaschnitz, Wagenbach 1995)
- Storie dell'anno mille, 1995 (mit Tonino Guerra; dt. Von dreien, die auszogen, sich den Bauch zu füllen: Roman aus dem Jahr 1000, übers. v. Moshe Kahn, Wagenbach 1996)
- Närrische Welt. Von Lustgurkenfresserinnen und der Sehnsucht nach Metall (diverse Texte, zusammengestellt von Klaus Wagenbach), Wagenbach 1997
- Itaca per sempre, 1997 (dt. König Ohneschuh, übers. v. Iris Schnebel-Kaschnitz, Wagenbach 1997)
- La superficie di Eliane, 1999 (dt. Elianes Glanz, übers. v. Moshe Kahn, Wagenbach 2000)
- La composizione del sogno, 2001 (dt. Der Traum als Kunstwerk, übers. v. Moshe Kahn, Wagenbach 2002)
- Il circolo di Granada, 2002 (dt. Der geheime Zirkel von Granada, übers. v. Iris Schnebel-Kaschnitz, Wagenbach 2003)
- Fantasmi romani, 2006 (dt. Römische Gespenster, übers. v. Iris Schnebel-Kaschnitz, Wagenbach 2007)

## Filmografie
- 1952: Der Mantel (Il cappotto)
- 1953: Der Skandal (La pensionnaire)
- 1953: Liebe in der Stadt (Amore in città)
- 1966: Seitensprung auf italienisch (Adulterio all’italiana)
- 1967: Das Mädchen und der General (La ragazza e il generale)
- 1967: Matchless
- 1969: Warum läufst du immer nackt herum? (Dove vai tutta nuda?)
- 1972: Allein gegen das Gesetz (Il vero e il falso)
- 1974: Ein süßes Biest (La sculacciata)
- 1974: Zeit des Friedens (L’età della pace)
- 1978: Wie man seine Frau verliert und eine Freundin gewinnt (Come perdere una moglie e trovare un’amante)
- 1984: Die Hunde von Jerusalem (I cani di Gerusalemme)